# National Museum of Rural Life
Das National Museum of Rural Life ist ein Museum für Landwirtschaft und Landleben in Schottland. Es gehört mit dem Royal Museum, dem Museum of Scotland, dem National War Museum, dem National Museum of Costume und dem National Museum of Flight zu den Nationalmuseen in Schottland, Betreiber ist National Museums Scotland. Das Museum befindet sich auf der Wester Kittochside Farm, die zwischen East Kilbride in South Lanarkshire und Carmunnock bei Glasgow liegt. Das Museum hieß bis 2006 Museum of Scottish Country Life.

## Gründung
Das Museum eröffnete 2001, die Kosten betrugen neun Millionen Pfund. Finanziert wurde es durch die Nationalmuseen in Schottland, dem National Trust for Scotland, die National Lottery, dem Europäischen Fond für nationale Entwicklung, dem South Lanarkshire Council, dem Scottish Natural Heritage und durch private Spenden.
Das National Museum of Rural Life beinhaltet 4600 m² Museumsfläche, die georgianischen Gebäude der Wester Kittochside Farm und 24 ha artenreiches Außengelände. 2019 wurde das National Museum of Rural Life von rund 114.000 Personen besucht. 2024 betrug die Besucherzahl etwa 116.000 Personen.

## Kittochside

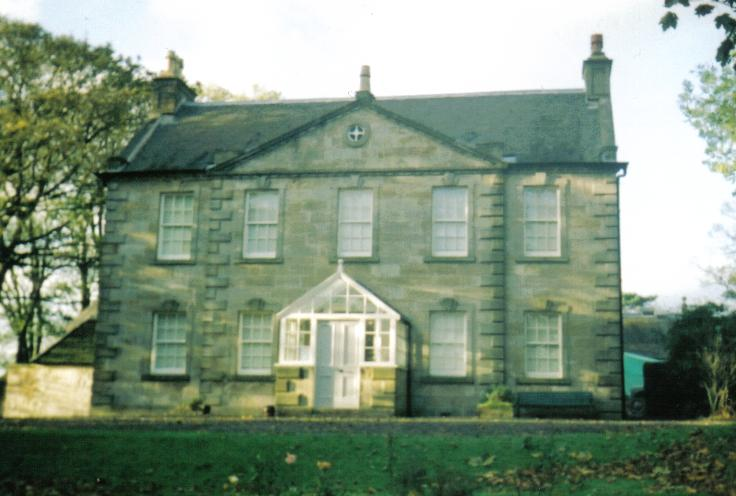
Das zwischen 1782 und 1784 erbaute Wohnhaus

Die 69 ha große Farm wurde dem National Trust for Scotland 1992 von Margaret Reid geschenkt. Die Familie Reid bewirtschaftete den Besitz seit 1567.
Das Wohnhaus wurde zwischen 1782 und 1784 erbaut und 1906 erweitert. In den 1920er Jahren erhielt das Haus einen Stromanschluss. Die Einrichtung entspricht dem Stand aus den 1950er Jahren.
Der nördliche Teil des Gebäudes steht auf den Grundmauern eines früheren Hauses, wahrscheinlich eines Langhauses aus dem 17. Jahrhundert.
Der kleine Kuhstall wurde in der Mitte des 19. und Anfang des 20. Jahrhunderts erweitert und neu gedeckt. Die Scheune hat eine Tenne, auf der von Hand gedroschen wurde. 1860 wurde eine Dreschmühle installiert.
Auf der Farm steht ein funktionsfähiger Pferdegöpel, der freigelegt und restauriert wurde. Zwischen 1820 und 1840 wurde mit Hilfe des Pferdegöpels gedroschen.

## Die Ausstellung
Das Ausstellungsgebäude wurde von 1998 bis 2001 auf neu zugekauftem Land gebaut. Die Gestaltung des Gebäudes ähnelt der einer Scheune: Große Schiebetüren, holzverkleidete Wände.
Die Ausstellung widmet sich der Landwirtschaft, den landwirtschaftlichen Geräten und dem bäuerlichen Leben der vergangenen Jahrhunderte. Viele der Ausstellungsstücke kommen ursprünglich aus dem bestehenden Scottish Agricultural Museum in Ingliston, andere wurden extra angeschafft oder stammen aus Schenkungen. Zusätzlich wird Volkskunst gezeigt, unter anderem eine Schmuckkollektion.
Das Museum zeigt neben den landwirtschaftlichen Geräten auch Kleidung, Spielzeug, Musikinstrumente und Haushaltsgeräte. Unter den ausgestellten Maschinen befindet sich ein Balkenmäher von Patrick Bell (1799–1869), der älteste erhaltene europäische Eisenpflug, erfunden von James Small (1730–1793) und die größte Sammlung von Mähdreschern in Europa, die auf Nachfrage besichtigt werden kann. Zur Dauerausstellung gehört außerdem die älteste erhaltene Dreschmühle der Welt.

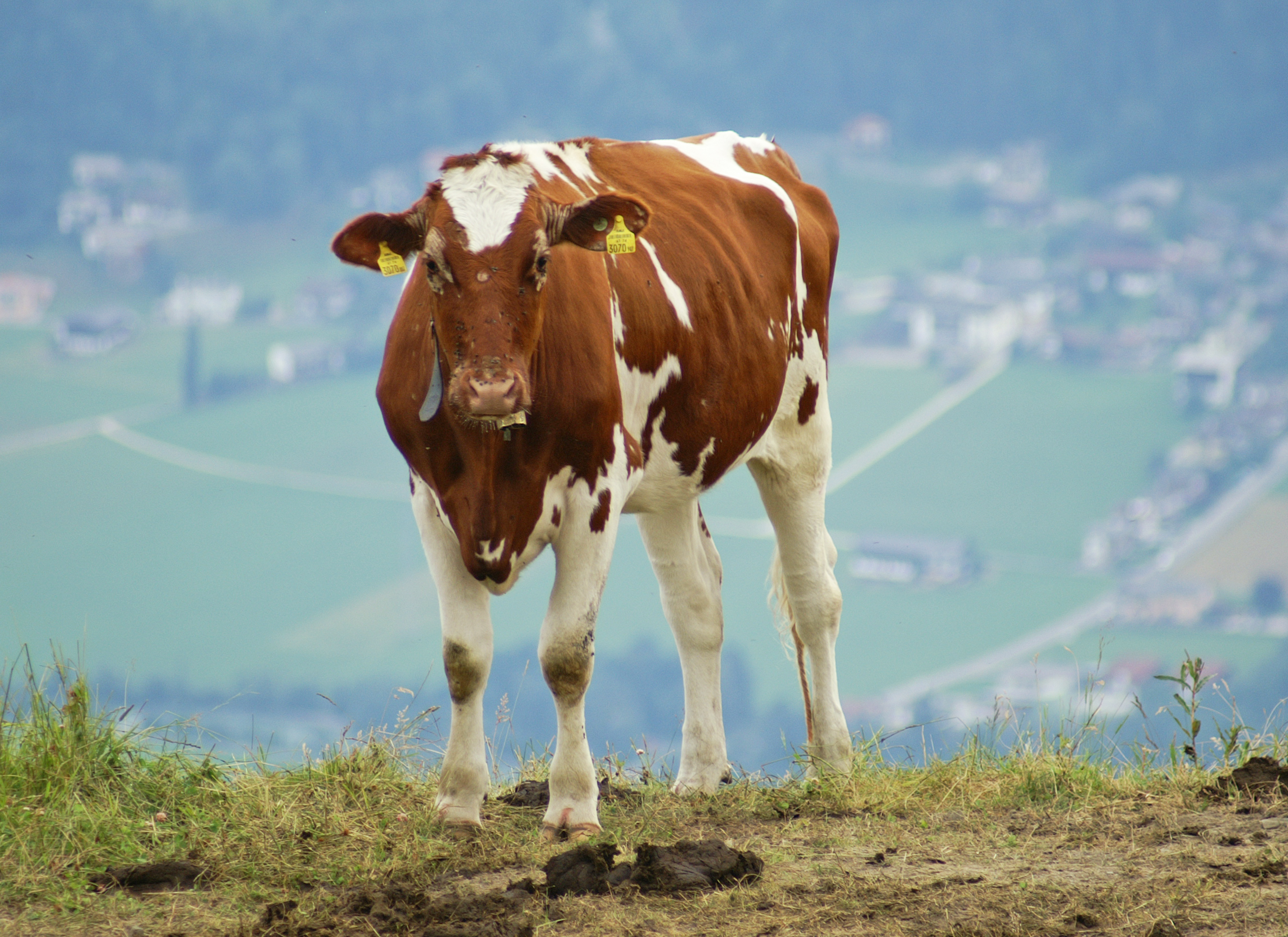
Ayrshire-Rind

Neben der Ausstellung bietet das Museum die Möglichkeit, mit dem Traktor zu den Weiden zu fahren und dort eine Herde Ayrshire-Rinder, Clydesdale-Pferde und eine Schafherde zu sehen.
Außerdem werden jedes Jahr verschiedene Workshops zum Thema Landwirtschaft angeboten. Neben Wanderungen über die Farm bietet das Museum unter anderem Schäferhund-Wettbewerbe, Pferde- und Traktorschauen an.
Unterhalb des Ausstellungsgebäudes befindet sich ein kleines Tal (Kittochglen), durch das das Kittoch-Gewässer fließt, das früher die Getreidemühle am Ufer angetrieben hat. Das Mühlengebäude und das Wehr können besichtigt werden.